# Народна добровољачка армија
(Кинеска) Народна добровољачка армија (НДА) је назив за оружане снаге које је Народна Република Кина послала у Кореју током Корејског рата. Иако су све јединице које које су биле у саставу НДА у ствари биле прекомандоване из Народноослободилачке армије (званични назив за кинеске оружане снаге) по наређењима Мао Цедунга, НДА је основана као засебна војска како би се спречио званични рат са Сједињеним Државама. Народна добровољачка армија је ушла у Кореју 19. октобра 1950, а у потпуности се повукла до октобра 1958. Номинални командант и политички комесар НДА је био Пенг Дехуај пре споразума о примирју потписаног 1953, али су Чен Генг и Денг Хуа били вршиоци дужности команданта и комесара после априла 1952. услед Пенгове болести. Првобитно (25. октобар – 5. новембар, 1950) јединице НДА су укључивале 38, 39, 40, 42, 50 и 66 корпус што је у збиру чинило 250.000 људи. До јула 1953, око 3 милиона кинеских цивила и војника је служило у Кореји.